# Johann Peter Krafft
Pour les articles homonymes, voir Krafft.
Johann Peter Krafft, né le 15 septembre 1780 à Hanau (landgraviat de Hesse-Cassel) et mort le 28 octobre 1856 à Vienne  (Autriche), est un peintre autrichien spécialisé dans le portrait, les sujets historiques et les scènes de genre.

## Biographie
Johann Peter Krafft était le fils du peintre sur émail alsacien Johann Ignaz Krafft et de son épouse Anna Katharina Magdalena Donné. Son frère Joseph Krafft était également peintre, qui s'intéressa particulièrement au portrait et à la miniature. Le grand-père Josef Krafft était marchand de vin et aubergiste à Strasbourg.
Krafft a fréquenté le Hohe Landesschule de sa ville natale de Hanau et également l'académie de dessin de la ville à l'âge de 10 ans (1790). Avec sa sœur, il est envoyé chez sa tante à Vienne en 1799, où il s'est immédiatement inscrit aux cours de peinture d'histoire de Heinrich Friedrich Füger à l'Académie de Vienne. En 1802, il voyage avec Johann Veit Schnorr von Carolsfeld à Paris pour poursuivre ses études. Il y entre en contact avec les célèbres peintres d'histoire classique Jacques-Louis David et François Gérard, à qui il doit beaucoup sur le plan artistique.
En 1805, il revient à Vienne et, sur les conseils de David, se consacre désormais à la peinture de portraits. Dans les années 1808 et 1809, Krafft entreprit des voyages d'études en Italie, en particulier à Rome. En 1813, il devint membre de l'Académie de Vienne et en 1815 de l'Académie de dessin de Hanau. En 1815, il épouse Juliana Preisinger, avec qui il resta marié jusqu'à sa mort en 1847. Ses enfants sont le peintre Marie Krafft (1812–1885), l'orientaliste Albrecht Krafft (1816–1847) et la portraitiste Julie Krafft (1821–1903). En 1823, il est nommé correcteur et professeur agrégé de peinture d'histoire à l'Académie de Vienne. En tant que tel, il s'engage en classe en faveur de l'observation de la nature au lieu de la peinture de modèles académiques.
En 1828, Krafft devint finalement directeur de la galerie de peintures impériale et capitaine du palais du Belvédère à Vienne. Il y vit avec sa famille jusqu'à sa mort. Krafft était l'un des cofondateurs de la Kunstvereins de Vienne. En 1835, Krafft est nommé au Conseil académique. La même année, il fait un voyage à Munich et à Dresde, en 1837 à Venise, où il acquiert 80 peintures pour la galerie de Vienne, et en 1838 à Berlin, Prague et au château de Karlstein. Il y avait été amené comme expert en conservation historique. En 1839, il devient membre honoraire de l'Académie de Copenhague. Au Belvédère, il fait remettre à jour la galerie et, à la fin de sa vie, fait également restaurer le jardin envahi. Johann Peter Krafft est enterré dans une crypte du cimetière central de Vienne.

## Galerie de peintures

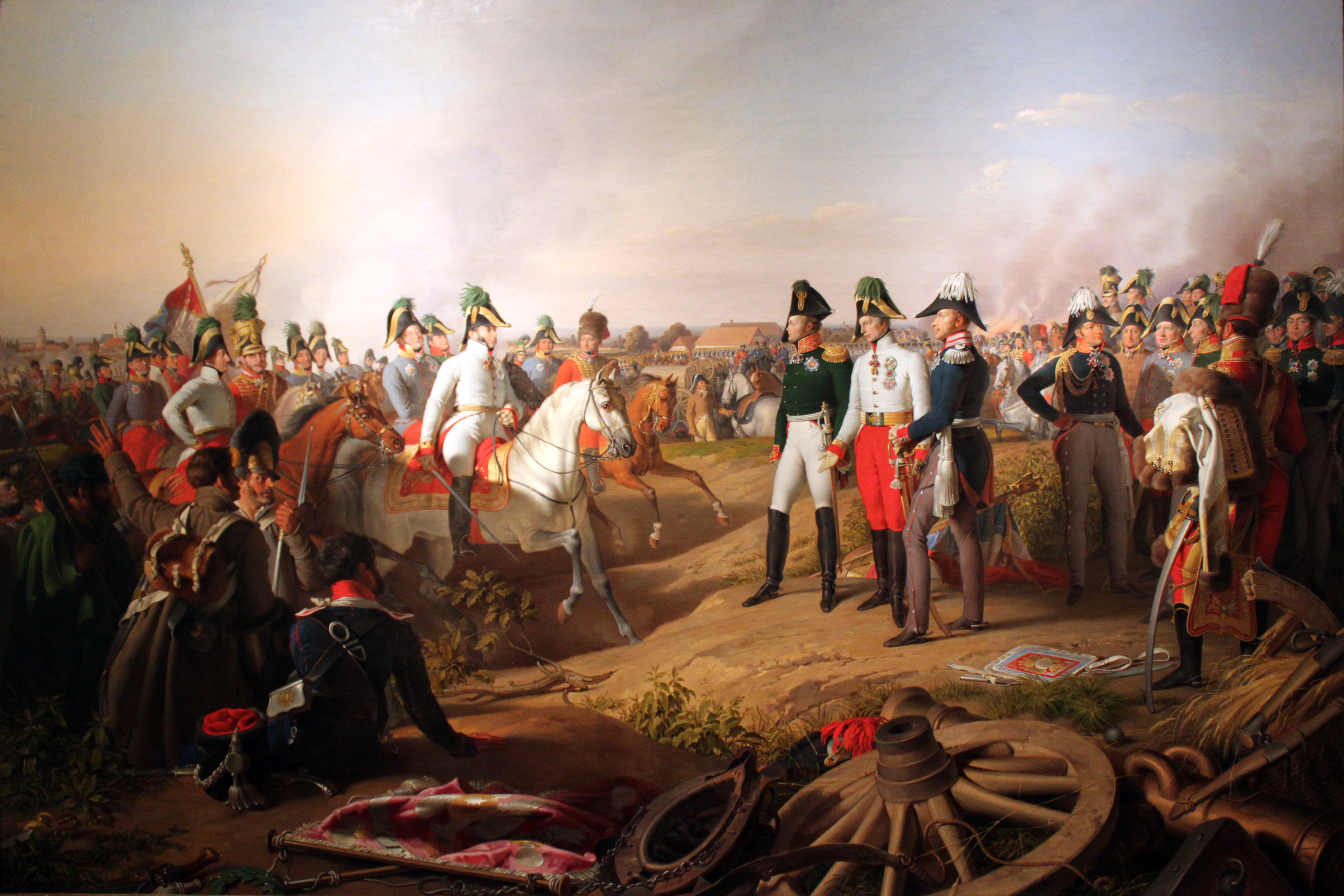
Bataille de Leipzig (1839), Berlin, Deutsches Historisches Museum, huile sur toile, 192x268 cm
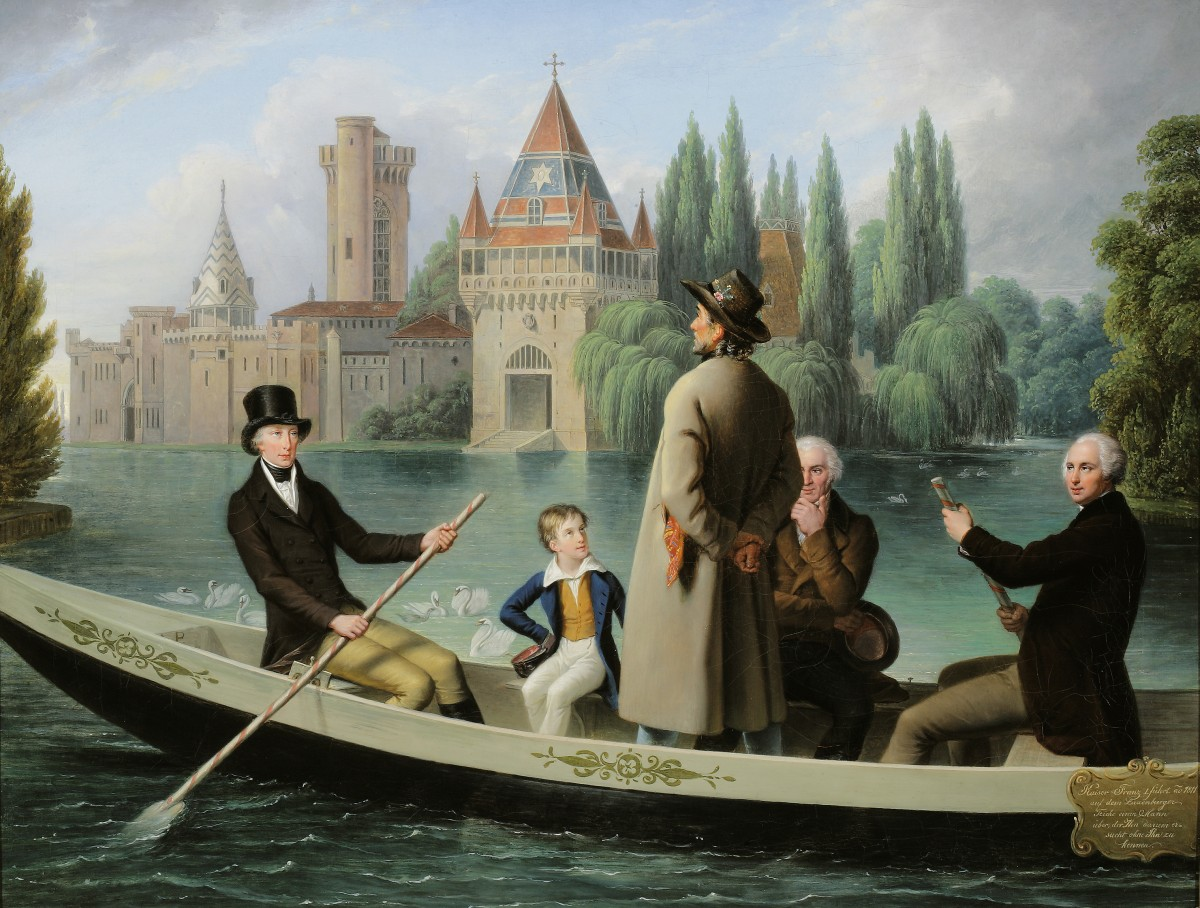
L'empereur François-Joseph Ier transbordant un homme sur l'étang de Laxenburg (ca. 1837), château d'Artstetten (Basse-Autriche)
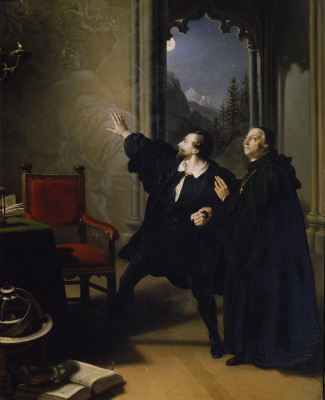
La mort de Manfred (1825), Vienne, Belvédère
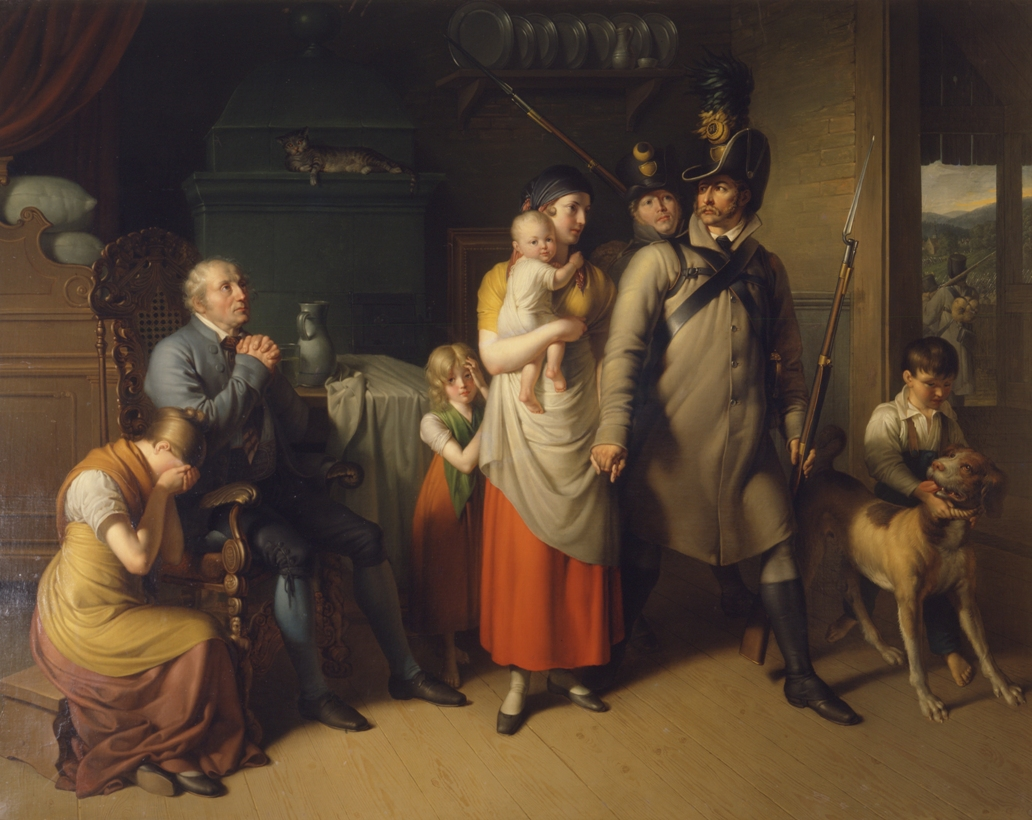
Der Abschied des Landwehrmannes (1813), Vienne, musée d'histoire militaire
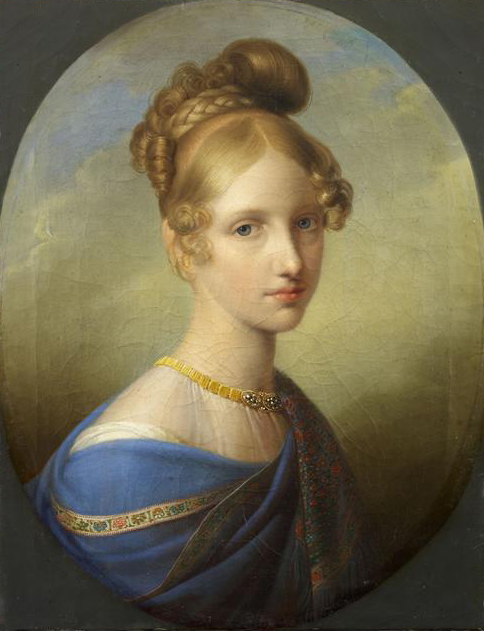
Princesse de Salerne (ca. 1839), Chantilly, musée Condé